# Fernanda Botelho
Maria Fernanda de Faria e Castro Botelho (n. el 1 de diciembre de 1926 en Oporto - f. el 11 de diciembre de 2007 en Lisboa) fue una escritora portuguesa pariente del escritor Camilo Castelo Branco. Estudió Filología clásica en las Universidades de Coímbra y de Lisboa. Se mudó a Lisboa y vivió allí entre 1973 y 1983, ya que ocupó la dirección del Departamento Belga de Turismo.
Fue cofundadora de la revista Távola Redonda, y colaboró en otras publicaciones periódicas, como Europa y Graal.
Se dio a conocer con el libro Coordenadas Líricas en (1951).
Falleció en su casa de Lisboa el 11 de diciembre de 2007 y fue enterrada en el cementerio de Benfica.

## Obras
- Coordenadas Líricas (1951)
- O Enigma das Sete Alíneas (1956)
- O Ângulo Raso (1957)
- Calendário Privado (1958)
- A Gata e a Fábula (1960)
- Xerazade e os outros (1964)
- Terra sem Música (1969)
- Lourenço É Nome de Jogral (1971)
- Esta Noite Sonhei com Brughel (1987)
- Festa em Casa de Flores (1990)
- As contadoras de histórias (1998)
- Gritos da minha dança (2003)

## Premios
- 1961 Premio Castelo Branco, por Gata e a Fábula